# Twin Shadow
George Lewis Jr. (30 de marzo de 1983, República Dominicana) más conocido por su nombre artístico, Twin Shadow es un músico y ocasionalmente actor y modelo dominicano-estadounidense de rock y electrónica nacido originalmente en República Dominicana, y radicado actualmente en Bushwick, Brooklyn, Nueva York. con una carrera sólida y constante, el músico ha ganado éxito gracias a sencillos como: " "Shooting Holes", "Five Seconds", "Old Love/New Love", "I'm Ready" y "Changes". También es considerado un músico de culto.
Su mayor aparición es en el videojuego Grand Theft Auto V, en la estación "Radio Mirror Park" siendo locutor y también figurando con los sencillos "Shooting Holes" y "Old Love/New Love".
El músico ha hecho remixes de músicos como: Goldfrapp, N.E.R.D, Oh Land, MS MR, Neon Indian, entre otros.

## Discografía

### Álbumes de estudio
- 2010: "Forget"
- 2012: "Confess"
- 2015: "Eclipse"
- 2021: "Twin Shadow"

### Compilaciones
- 2013: "Under the Cvrs"
- 2015: "Night Rally"

### Remixes
- Goldfrapp - "Thea"
- Surfer Blood - "Floating Vibes"
- N.E.R.D & Daft Punk - "Hypnotize" (Remix)
- Gypsy & The Cat - "Jona Vark" (Remix)
- Bear In Heaven - "Lovesick Teenagers"
- Oh Land - "White Nights"
- MS MR - "Hurricane"
- Neon Indian - "Hex Girlfriend"
- Wim - "See You Hurry"
- Hooray For Earth - "Surrounded By Your Friends"
- Sky Ferreira - "Everything Is Embarrassing"
- Skaters - "Deadbolt"
- Transviolet - "Girls Your Age"

### Versiones
Estos covers son compuestos por el mismo músico en la compilación "Under the Cvrs" del 2013:
- 10cc - "I'm Not in Love"
- Bruce Springsteen - "I'm on Fire"
- Tori Amos - "Silent All These Years"
- Lou Reed - "Perfect Day"
- 112 - "Cupid"
- The Smiths - "There Is a Light That Never Goes Out"